# Спайское
Спа́йское — озеро в Новолялинском городском округе Свердловской области. Расположено в 6,5 км восточнее горы Казанский Камень на Сухогорском хребте. Площадь 0,4 км², общая площадь водосбора 9,0 км², уровень уреза воды 256,4 м.

## Описание
Озеро расположено в 6,5 км восточнее горы Казанский Камень. Площадь 0,4 км², общая площадь водосбора 9,0 км², уровень уреза воды 256,4 м. Проточное, вытекает река Спайский Исток, правый приток реки Лобва. Озеро окружено смешанным лесом, берега частично заболочены. Дно илистое, имеются запасы лечебного сапропеля. Водятся щука и окунь. Популярно среди рыболовов благодаря автодороге, проходящей в 1 км от озера вдоль линии газопровода. Название Спайское — предположительно от слова «спай», то есть стык гор и равнины.

## Охранный статус
Озеро с окружающими лесами является гидрологическим и ботаническим памятником природы, взятая под охрану площадь 48 га.